# Dorf in Bayern (Wasserburg/Kirch-Eiselfing)
Dorf in Bayern (Wasserburg/Kirch-Eiselfing) ist der heutige Titel eines Landschaftsgemäldes des deutsch-russischen Künstlers Alexej Jawlensky. Laut Inventarkarte hieß das Bild ursprünglich Ansicht von Murnau, dann Dorf in Bayern. Nach heutigem Stand der Forschung wurde das Bild 1907 gemalt. 1953 wurde es von dem damaligen Museumsdirektor Clemens Weiler für das Museum Wiesbaden erworben. Es trägt die Inventar-Nummer M 390.

## Technik und Bildträger
Bei dem Dorf in Bayern (Wasserburg/Kirch-Eiselfing) handelt es sich um ein Ölgemälde auf Karton im Breitformat, 40 × 60,5 cm. Es ist im Bild unten rechts bezeichnet „A. Jawlensky.“ Das Bild ist verzeichnet im „Katalog der Gemälde“ von Weiler von 1959, im „Catalogue Raisonné“ von 1991 des Jawlensky-Archivs, 1997 im Jawlensky-Bestandskatalog des Museums Wiesbaden, 2014 im Jawlensky-Ausst. Kat. des Museums Wiesbaden.

## Identifizierung der Örtlichkeit
Erst 1979 wurde das Dorf in Bayern mit der Kirche in der Ferne des Landschaftsbildes als Eiselfing von dem Kunsthistoriker Gottlieb Leinz identifiziert. Er schrieb dazu: „Nach Andreas Jawlenskys Erinnerung handelt es sich um das ‚Hinterland in der Höhe bei Wasserburg‘, wie wir jetzt genauer wissen, um den Ortsteil Kirch-Eiselfing, etwa zwei Kilometer im Süden von Wasserburg. Fotos aus den Jahren 1924 und 1934 verdeutlichen die charakteristische Fernkulisse dieses Ortes. […] Der helle Fleck der Schule (rechts) sowie der schlanke Kirchturm über dem roten Dach prägen akzentuierend das zwischen weiten Feldern und Baumstücken eingebettete Straßendorf. Der Maler hatte offensichtlich seine Staffelei mitten zwischen den Äckern aufgestellt. Das Bild ist von einem bisher unbekannten gesättigten Farblicht erfüllt, das sich ähnlich wie bei Vincent van Gogh über das in frischer Saat stehende Korn, den hellbeschienenen Feldern und dem tiefen Blau des Wolkenhimmels ausbreitet.“ Laut Andreas Jawlensky „verbrachte Jawlensky das Jahr 1906, wie wir jetzt genauer wissen, in Wasserburg. Wie sich Andreas Jawlensky, der Sohn des Künstlers, heute erinnert, wurde wahrscheinlich auf Anraten des Malers Adolf Erbslöh […] der Vater erstmals auf Wasserburg am Inn aufmerksam gemacht.“ Doch Andreas ist einem Fehlurteil aufgelaufen, denn erst als Fünfjähriger war er – im Jahr 1907 erstmals in Wasserburg.  Man glaubte Jawlenskys Darstellung, so auch zeitlebens Andreas, der als Vierjähriger auf dieser Frankreichreise mit von der Partie war.

## Bildbeschreibung nach Bernd Fäthke
„Es ist nicht zu übersehen, daß Jawlensky in stilistischer Hinsicht französischen neoimpressionistischen Vorbildern - den sogenannten ‚Konfettimalern‘ - und insbesondere in der Pinselführung van Gogh folgte. Die Abhängigkeit Jawlensky von der vorausgehenden französischen Malerei hat man zwar mehrfach beobachtet, jedoch gleichzeitig übersehen, daß die avantgardistischen Fauves, die 1905 die Welt mit einer neuen wilden Malerei überraschten, zumindest zu diesem Zeitpunkt Jawlensky keine wesentlichen Impulse zur Weiterentwicklung mehr bieten konnten. Was die Fortschrittlichkeit der Fauves im Vergleich mit dem Russen Jawlensky anbetraf, so wird man ihm Gleichwertigkeit zugestehen müssen. Die Quellen allerdings, aus denen beide schöpfen, sind die gleichen. Die Malerei und die Theorien von van Gogh spielen da eine ganz herausragende Rolle. Er ist, obwohl er nie eine Schule gegründet hatte bis in die heutigen Tage hinein der wichtigste Lehrer für alle moderne Malerei geblieben. Als Jawlensky dessen Malerei kennen lernte, ist er davon so tief beeindruckt, daß er schlagartig seinen eigenen Malstil ändert. Wie stigmatisiert, macht er sich für genau fünf Jahre van Goghs vehemente neoim-pressionistische Pinselschrift zu eigen und versucht, sie gleichzeitig weiterzuentwickeln. Viele Gemälde von van Gogh verarbeitet er als Vorlage und Inspiration für eigene Arbeiten. So bildet zum Beispiel eine Landschaftsdarstellung bei Auvers von van Gogh aus dem Jahre 1890 die Folie für Jawlenskys Dorf in Bayern wie die Wiesbadener Jawlensky-Ausstellung 1983/84 belegen konnte.“

## Warum die Signatur eine Fälschung ist und zwei Gegenargumente
Zweifel an der Echtheit der Signatur auf dem Bild „Dorf in Bayern (Wasserburg/Kirch-Eiselfing)“ gibt es schon seit langem. Denn „die Malerei weist in der rechten unteren Ecke des Bildes alte Farbausbrüche auf, die mit sichtbaren Retuschen, zum Beispiel unter dem Buchstaben –s- und –y- der Signatur notdürftig – nicht dem Pinselduktus folgend – zugedeckt wurden. Was den Schriftzug der Signatur als anonyme Fälschung entlarvt, ist die Tatsache, daß zum Beispiel ganz deutlich die Buchstaben –w-, -l- und –y- in die Farbausbrüche hineinragen.“
Als Gegenargument wurde 1997 behauptet, „der Künstler selbst habe die Signatur nachträglich angebracht.“ Und 2015 war in der Frankfurter Allgemeine Sonntagszeitung zu lesen, der Kunsthistoriker „Zieglgänsberger hält es für nichts Besonderes, dass ein Maler sein Bild zunächst nicht signiert und dies, wie in diesem Fall, anlässlich einer bevorstehenden Ausstellungstournee nachholt.“
In beiden Fällen wird argumentiert, Jawlensky habe höchstpersönlich die Signatur über den Farbausbruch seines beschädigten Gemäldes angebracht.   Allerdings empfahl er z. B. Hanna Bekker vom Rath für ihr Debüt in der Galerie Fritz Gurlitt 1922 in Berlin noch im letzten Moment vor der Vernissage Korrekturen mit einem „Retouché Firniss“ vorzunehmen, um mit makellosen Bildern vor das Publikum zu treten.